# Исмаил паша (хедив)
Вижте пояснителната страница за други личности с името Исмаил паша.
Исмаил паша (на арабски: إسماعيل باشا Ismā‘īl Bāshā, на турски: İsmail Paşa), известен и като Исмаил Великолепни (31 декември 1830 – 2 март 1895), е хедив на Египет и Судан от 1863 до 1879 г. Споделяйки амбициите на дядо си Мохамед Али паша, той извършва модернизация на Египет и Судан, като инвестира в индустрията, икономиката и градоустройството и разширява границите на страната в Африка. По време на управлението му е открит Суецкият канал.
През 1867 г. постига признанието от страна на Османската империя и другите страни на титлата хедив (вицекрал) вместо валия (губернатор), използвана от неговите предшественици, тъй като Египет и Судан е еялет в рамките на Османската империя (на английски: Ottoman Eyalet of Egypt and Sudan), (1517 – 1867).
Исмаил е френски възпитаник и про-европейски настроен, като във връзка с откриването на Суецкия канал завява: „Страната ни вече не е в Африка, а в Европа“. Макар и мюсюлманин, той е любител на изтънчените френски и италиански вина и има амбицията да модернизира Египет и да го направи част от Европа. В двора на хедива се говори не арабски, а турски и френски. В желанието си да промотира страната сред европейците той харчи големи суми, включително огромни средства за тържествата по откриването на канала.
Едно от значимите нововъведения на Исмаил е установяването на делегатско събрание през ноември 1866. Макар то да има само съвещателен характер, неговите членове впоследствие оказват влияние върху държавното управление.
Исмаил има имперски амбиции и се стреми да разшири влиянието на Египет в Судан, за да обедини териториите по течението на Нил. За целта той наема редица европейци и американци на командирски постове. Англичаните Самюъл Бейкър и Чарлз Гордън разширяват властта на хедива в района на Големите езера. През 1874 г. е завладян султанатът Дарфур и така цялата днешна територия на Судан се оказва под египетска власт. Ролята на Египет в района на Червено море също нараства, след като султан Абдул Азиз отстъпва старите османски пристанища Суакин (днес в Судан) и Масауа (днес в Еритрея) през 1865 г. Египтяните установяват контрол и върху сомалийския бряг, като през 1875 г. овладяват град Харар (днес в Етиопия).
Политиката на Исмаил паша обаче води до натрупването на големи задължения. В началото на управлението му външният дълг на Египет е 6 милиона египетски лири, а през 1876 – 93 милиона. През 1875 г. Египет успява да избегне банкрут, едва след като Исмаил паша продава държавния дял от акциите в канала на британското правителство за 100 милиона франка. Тежкото финансово положение на страната довежда до създаване на специална Комисия по дълга по настояване на чуждестранните банки-кредитори и акредитиране на френски и британски пратеници-ревизори към правителството, които „притежавайки финансовата власт и подкрепени от акционерите на канала, упражняват реалната власт.“ В крайна сметка това води до падането му от власт – през юни 1879 г. султанът го заменя със сина му Тефик паша.